# Camp (vídeo)

Camps A i A' del vídeo entrellaçat

En el món del vídeo, un camp(en anglès  field) és una de les moltes imatges fixes que es mostren de forma seqüencial per crear la impressió de moviment a la pantalla. Dos camps formen un fotograma o imatge de vídeo. Quan els camps es mostren en un monitor de vídeo se'ls «entrellaça» de manera que, en PAL i SECAM, es mostra primer a la pantalla el camp A, amb totes les línies senars i després es mostra el camp A' amb les línies parells, en NTSC s'inverteix l'ordre dels camps.

## Entrellaçat vs. progressiu

Unió dels dos camps

La reproducció de vídeo amb un format de càmera de vídeo estàndard com S-VHS o Mini-DV sovint es crea en format entrellaçat, mentre que la captura de vídeo amb una càmera de cinema és gairebé sempre progressiva. La televisió analògica free-to-air es va emetre majoritàriament com a material entrellaçat perquè la reducció de la resolució espacial per a la taxa de fotogrames permetia reduir el parpelleig als televisors de tubs de raigs catòdics (CRT).
La conversió de camps a una imatge de fotograma requereix un procés anomenat desentrellaçat, en el qual les línies que falten es dupliquen o s'interpolen per recrear la informació que hauria estat continguda al camp descartat. Com que cada camp només conté la meitat de la informació d'un fotograma complet, no obstant això, les imatges desintercalades no tenen la resolució d'un fotograma complet.
Per tal d'augmentar la resolució d'imatges de vídeo, per tant, s'han creat nous esquemes que capturen imatges de fotograma complet per a cada fotograma. El vídeo compost per imatges completes s'anomena vídeo d'escaneig progressiu.
La televisió digital d'alta definició (vegeu: HDTV) avui en dia es pot emetre terrestre o distribuir-se a través de sistemes de cable en formats entrellaçats (1080i) o en format d'escaneig progressiu (720p o 1080p). La majoria de càmeres de vídeo professional poden gravar en formats d'escaneig progressiu.
En l'edició de vídeo, és crucial saber quin dels dos camps (senar o parells) és «dominant». Seleccionant punts d'edició en un camp equivocat pot produir un «flaix» a cada punt d'edició i reproduir els camps de vídeo en ordre inversa crea una imatge amb parpelleig.

## Formats
- PAL: 25 quadres, 50 camps per segon, 625 línies, camp de línies senars primer.[2]
- SECAM: 25 quadres, 50 camps per segon, 625 línies, camp de línies senars primer.[2]
- NTSC: 30 quadres, 60 camps per segon, 525 línies, camp de línies parells primer.[3][4]
- PAL-M: 30 quadres, 60 camps per segon, 525 línies, camp de línies parells primer.[3][5]

## Freqüència de camp
El seu mostreig es realitza cada determinat temps de mostreig Ts (temps entre camps consecutius). De forma equivalent es defineix l'invers del temps de mostreig Ts com la freqüència de camp. Aquesta magnitud es mesura en hertzs (Hz) o bé en camps per segon.
{\displaystyle f_{camp}=1/T_{s}}

### Limitacions del sistema visual humà
- Discontinuïtat en el moviment: L'ull humà és capaç d'interpolar moviments a partir d'uns camps consecutius mostrats a una determinada freqüència de camp .Això s'anomena el fenomen fi.
  - S'aprecia discontinuïtat de moviment amb una fcamp < 12-15 Hz

- Parpalleig: És el fenomen que es produeix quan a una determinada freqüència de quadre l'ull humà distingeix dos impulsos lluminosos (imatges) consecutius en el temps. Això es produeix perquè en sistema visual humà persisteix la imatge en la retina.
  - S'aprecia parpalleig amb una fcamp < 50 Hz